# Edbud

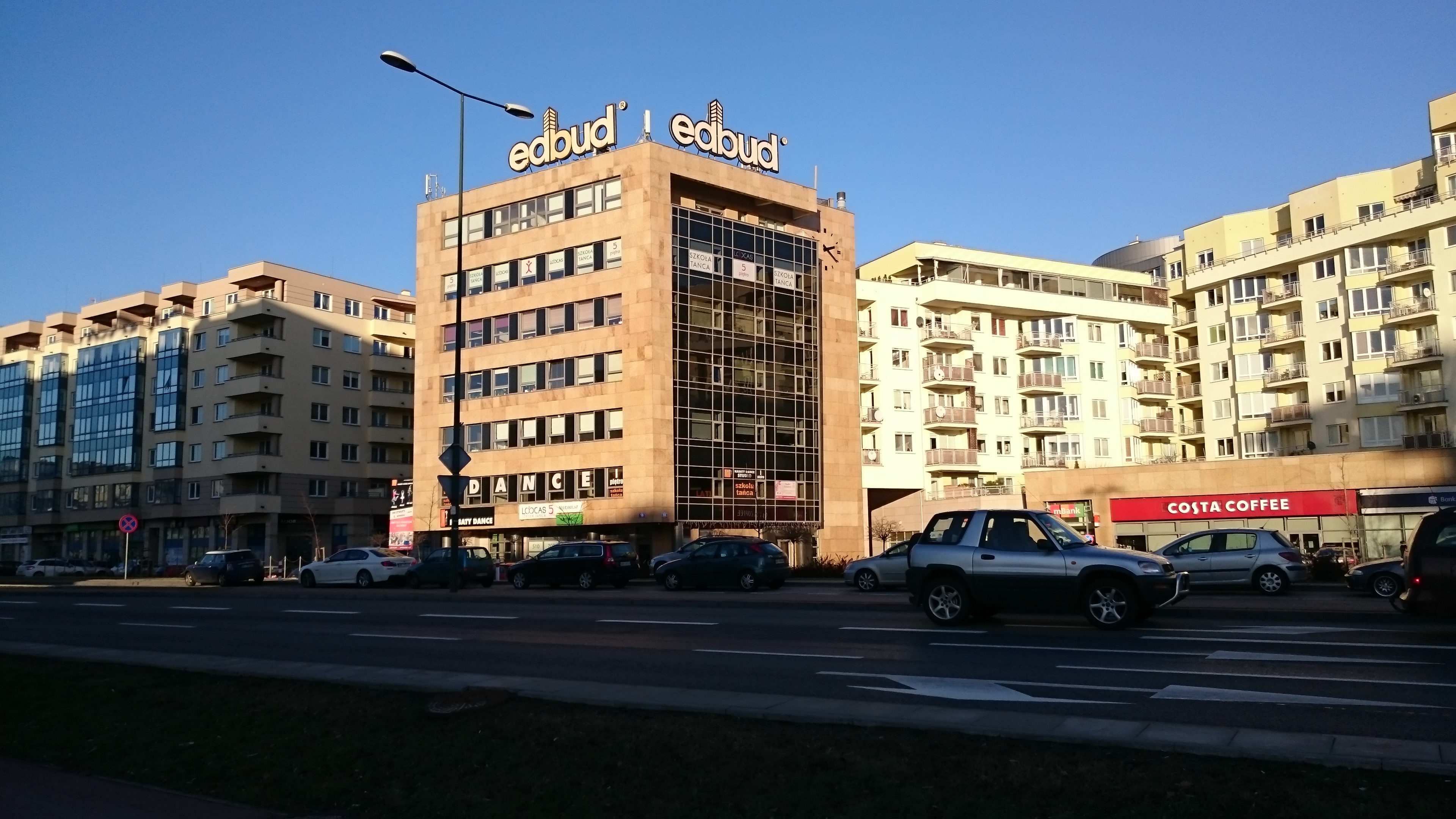
Siedziba Edbudu na Kabatach (zdjęcie z 2015 roku, przed demontażem loga firmy z dachu)

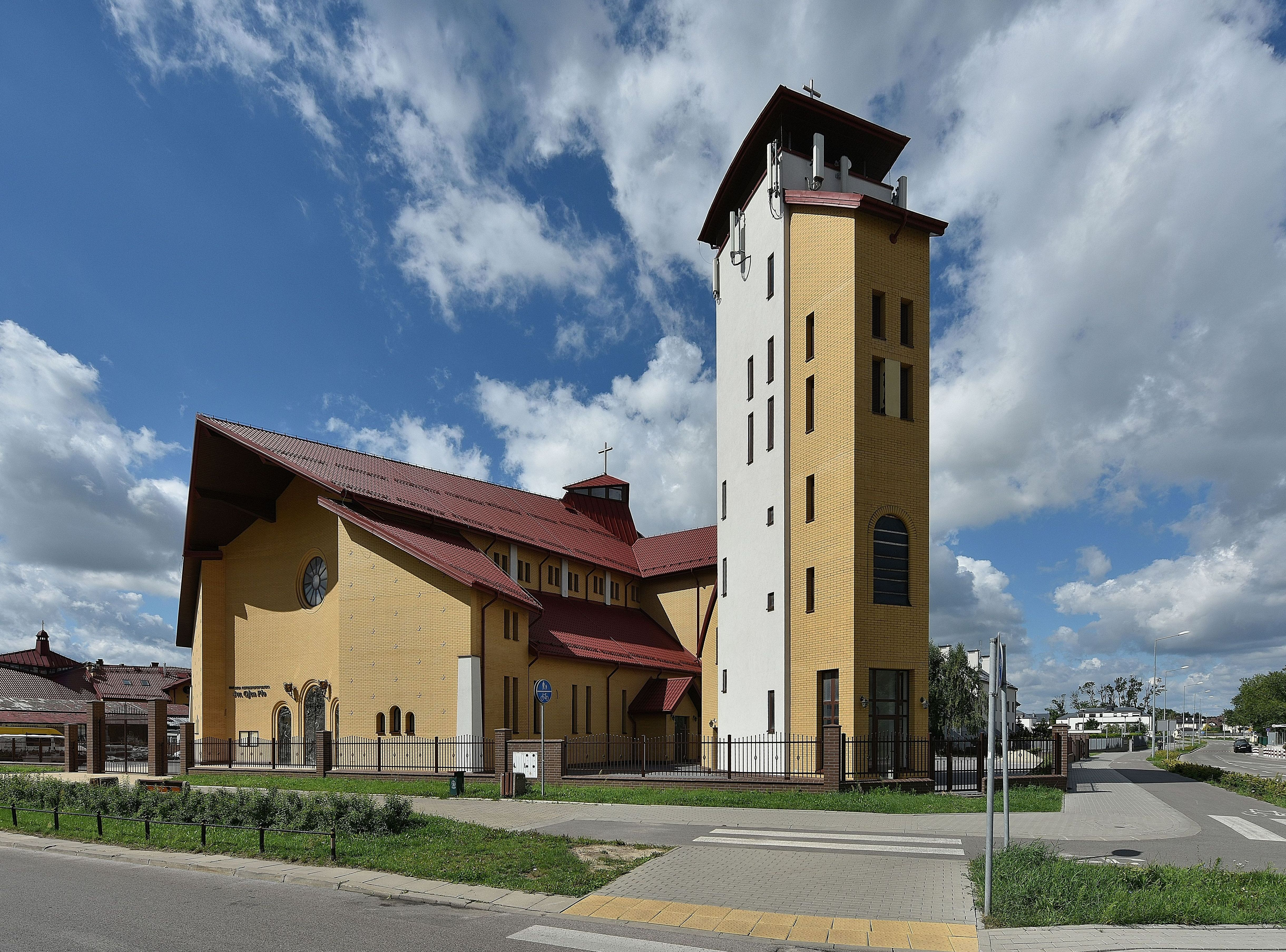
Kościół parafii św. Ojca Pio, który budował Edbud od 2006 do swojej upadłości

Edbud – polskie przedsiębiorstwo budowlane powstałe w 1992 roku z inicjatywy dwóch polskich przedsiębiorców: Edwarda Gierwiałły oraz Edwarda Mazura. W kwietniu 2011 roku ogłoszona została jego upadłość.

## Historia
Przedsiębiorstwo powstało w 1992 roku, a od 1994 roku skupiało się na budownictwie mieszkaniowym. Jego pierwszą siedzibą był budynek przy ul. Domaniewskiej 7 na warszawskim Mokotowie, a następnie przeniosło się na Kabaty. Początkowo spółka urzędowała przy ul. Bronikowskiego 55, a jej ostatnią siedzibą był budynek przy al. Komisji Edukacji Narodowej 18.
Edbub wybudował ponad 26 domów mieszkalnych, głównie na Ursynowie i Pradze w Warszawie, ale także w Józefosławiu i Lublinie. Od października 1998 roku do stycznia 2000 roku deweloper budował mieszkalny budynek wielorodzinny przy ul. Zaruby 9, który zaprojektował Janusz Faron. W latach 90. XX w. spółka brała udział w modernizacji Biblioteki Narodowej przy al. Niepodległości 213. Wyremontowano wówczas m.in. czytelnię główną, budynek laboratoryjno-techniczny i salę widowiskową.
W 2005 roku przedsiębiorstwo zasponsorowało film Lawstorant z Michałem Wiśniewskim w roli głównej. W latach 2004–2006 było także sponsorem Polonii Warszawa występującej wówczas w Ekstraklasie. Piłkarze po raz pierwszy z logo sponsora na koszulkach wybiegli podczas meczu z Lechem Poznań. Edbud w międzyczasie budował dla Polonii Trybunę Kamienną. W 2006 rozpoczął budowę kościoła parafii św. Ojca Pio, którą po upadku przedsiębiorstwa dokończyli parafianie.
Deweloper ogłosił upadłość z powodu zadłużenia, które w 2011 roku wynosiło około 50 mln zł. Jeszcze w 2008 r. spółka wykazywała zyski, a przychody ze sprzedaży mieszkań przekraczały 350 mln zł i było jednym z najbardziej rozpoznawalnych deweloperów. Mimo upadku przedsiębiorstwa, na dachu budynku przez wiele lat znajdowało się jego logo.
Edbud, oprócz siedziby w Warszawie, posiadał także drugą zlokalizowaną przy ul. Narutowicza 30/4 w Lublinie.